# Virola pavonis
Virola pavonis (A.DC.) A.C.Sm è un albero della famiglia Myristicaceae originario del sud-America.

## Descrizione
Si presenta come un albero che cresce dai 15 ai 30 metri di altezza.
Il frutto, ellissoidale, è lungo dai 36 ai 42 millimetri, largo dai 30 ai 34 mm.

## Biochimica
Parti della pianta contengono dimetiltriptamina.